# ويليام هيغ
ويليام هيغ (بالإنجليزية: William Hague)‏ (مواليد 26 مارس 1961 -) هو سياسي بريطاني، شَغل منصب وزير خارجية المملكة المتحدة منذ 12 مايو 2010 حتى 8 مايو 2015، وهو عضواً في برلمان بلاده منذ انتخابه عام 1989 عن دائرة ريتشموند (يوركشاير).
ولد هيغ عام 1961 في بلدة روذيرام الواقعة في مقاطعة جنوب يوركشايرر، وأتم إعداده الدراسي في مدرسة واث أون ديرن، ومن ثم التحق بكلية ماغدالين في جامعة أوكسفورد حيث اُنتخب هناك رئيساً لاتحاد أوكسفورد. تابع دراساته في كلية إنسيد في فرنسا، وحصل على وظيفة في شركة شل وبعدها في شركة ماكنزي وشركاه للاستشارات الإدارية. ويليام هيغ متزوج من فيون هيغ.
وضع ويليام هيغ مؤلفين، يدور موضوع أولهما حول السيرة الذاتية لويليام بيت الأصغر والذي شغل في القرن الثامن عشر منصب رئيس وزراء بريطانيا، نُشر هذا الكتاب في شهر سبتمبر/أيلول عام 2004 ونال ضمن إطار فعاليات حفل جوائز الكتاب الوطني جائزة «كتاب التاريخ لهذا العام». أما عمله الثاني فهو يحكي السيرة الذاتية لويليام ويلبرفورس وأحد قادة حركة إلغاء الرق في القرن التاسع عشر، نُشر هذا الكتاب في يونيو/حزيران عام 2007.
تلقّى هيغ تعليمه في مدرسة واث الشاملة وجامعة أكسفورد وإنسياد، انتُخب بعدها لمجلس العموم في انتخابات تكميلية في عام 1989. وسرعان ما ترقّى هيغ في حكومة جون ميجور وعُيِّن في مجلس الوزراء في عام 1995 وزيرًا لشؤون ويلز. بعد هزيمة المحافظين أمام حزب العمال في الانتخابات العامة لعام 1997، انتُخب هيغ زعيمًا لحزب المحافظين في سن السادسة والثلاثين.
استقال هيغ من منصب زعيم حزب المحافظين بعد الهزيمة الثانية لحزبه في الانتخابات العامة لعام 2001 التي حقّق المحافظون فيها مكاسب صافية بمقعد واحد فقط. عاد إلى المقاعد الخلفية في البرلمان، وامتهن التأليف، إذ كتب السيرة الذاتية لويليام بيت الأصغر وويليام ويلبرفورس. وشغل العديد من مناصب الإدارة وعمل مستشارًا ومتحدثًا أمام الجمهور.
بعد انتخاب ديفيد كاميرون زعيمًا لحزب المحافظين في 2005، أعيد تعيين هيغ في حكومة الظل في منصب وزير خارجية حكومة الظل. تولّى أيضًا دور «كبير أعضاء حكومة الظل»، وشغل منصب نائب كاميرون. بعد تشكيل الحكومة الائتلافية في عام 2010، عُيِّن هيغ سكرتير الدولة الأول ووزيرًا للخارجية. وصفه كاميرون بأنه «نائبه السياسي بحكم الواقع». في 14 يوليو 2014، تنحّى هيغ من منصب وزير الخارجية وأصبح زعيمًا لمجلس العموم. ولم يرشّح نفسه لإعادة انتخابه في الانتخابات العامة لعام 2015. حصل على لقب نبيل مدى الحياة في قائمة الشرف لحلّ البرلمان لعام 2015 في 9 أكتوبر 2015.

## نشأته
وُلد هيغ في 26 مارس 1961 في روذرم، يوركشير، إنجلترا. التحق في البداية بمدرسة القواعد في ريبون ثم التحق بمدرسة واث الشاملة، وهي مدرسة ثانوية حكومية بالقرب من روذرم. أدار والداه، نايجل وستيلا هيغ، شركة لتصنيع المشروبات الغازية حيث عمل خلال العطلات المدرسية.
ذُكر في سن السادسة عشرة لأول مرة في الأخبار الوطنية عندما وجّه خطابًا إلى المحافظين في مؤتمرهم الوطني السنوي لعام 1977. قال للمندوبين في خطابه: «لن يكون نصفكم هنا في غضون 30 أو 40 عامًا ... ولكن سيتعيّن على النصف الآخر أن يتعايشوا مع عواقب حكومة حزب العمال إذا بقيت في السلطة». كتب كينيث روز في مذكراته في ذلك الوقت أن بيتر كارينغتون أخبره «أنه والعديد من أعضاء حزب المحافظين الآخرين في المقاعد الأمامية شعروا بالغثيان بسبب الخطاب الذي ألقاه طالب يبلغ السادسة عشرة يُدعى ويليام هيغ. قال بيتر لنورمان سانت جون ستيفاس: إذا كان متزمّتًا وواثقًا من نفسه لهذه الدرجة وهو ما يزال في السادسة عشرة، فكيف سيصبح بعد ثلاثين عامًا؟ أجاب نورمان: مثل مايكل هيسيلتين».
درس هيغ الفلسفة والسياسة والاقتصاد في كلية المجدلية في جامعة أكسفورد، وتخرج بمرتبة الشرف الأولى. كان رئيسًا لجمعية المحافظين بجامعة أكسفورد، لكنه «أُدين بسوء التصرف الانتخابي» في العملية الانتخابية. يشير المؤرخ الرسمي لجمعية المحافظين بجامعة أكسفورد، ديفيد بلير، إلى أن هيغ انتُخب فعلًا على أساس برنامج يتعهّد بتصحيح مسار جمعية المحافظين بجامعة أكسفورد، ولكن ذلك «شوهته الاتهامات باستغلال منصبه كمسؤول انتخابات ليساعد مرشح كلية المجدلية للرئاسة، بيتر هافي. كان هيغ يلعب اللعبة الكلاسيكية المتمثلة في استخدام سلطاته كرئيس للإبقاء على فصيله في السلطة، وانتُخب هافي كما كان متوقّعًا... كانت هناك اتهامات فاضحة بحشو صناديق الاقتراع».
شغل هيغ أيضًا منصب رئيس اتحاد أكسفورد، وهو طريق راسخ للانخراط في السياسة. بعد أكسفورد، تابع هيغ دراسته للحصول على درجة الماجستير في إدارة الأعمال في إنسياد، ثم عمل مستشارًا إداريًا في شركة ماكنزي وشركائه، حيث كان آرشي نورمان مرشده.

## حياته السياسية

### بداية مهنته السياسية
تنافس هيغ لتمثيل وينتوورث دون جدوى في عام 1987، ثم انتُخب عضوًا بالبرلمان في الانتخابات التكميلية لعام 1989 ليشغل المقعد الآمن للمحافظين عن دائرة ريتشموند، شمال يوركشير، خلفًا لوزير الداخلية السابق ليون بريتان. عند انتخاب هيغ كان أصغر نواب حزب المحافظين سنًّا آنذاك، وعلى الرغم من حداثة عهده في البرلمان، دُعي للانضمام إلى الحكومة في عام 1990، إذ شغل منصب السكرتير البرلماني الخاص لمستشار الخزانة، نورمان لامونت. بعد إقالة لامونت في عام 1993، انتقل هيغ إلى وزارة الضمان الاجتماعي حيث أصبح وكيلًا برلمانيًا. رُقِّي في العام التالي لمنصب وزير للدولة في وزارة الضمان الاجتماعي ليكون مسؤولًا عن شؤون الضمان الاجتماعي والمعاقين. يُعزى صعوده السريع سلم المناصب الحكومية إلى ذكائه ومهاراته في المناظرة.
عُيِّن هيغ وزيرًا في مجلس الوزراء في عام 1995 كوزير لشؤون ويلز خلفًا لجون ريدود الذي تعرض لانتقادات بسبب ظهوره على شاشة التلفزيون وهو يتمتم النشيد الوطني الويلزي في أحد المؤتمرات؛ لذلك، طلب هيغ من موظفة الخدمة المدنية في مكتب ويلز، فيون جنكينز، أن تعلّمه الكلمات؛ ثم تزوّجا لاحقًا. واصل العمل في مجلس الوزراء حتى حلّ حزب العمال مكان حزب المحافظين في الانتخابات العامة 1997.

### قيادة حزب المحافظين
بعد هزيمة حزب المحافظين في الانتخابات العامة عام 1997، انتُخب هيغ زعيمًا لحزب المحافظين خلفًا لجون ميجر، متغلبًا على شخصيات أكثر خبرة مثل كينيث كلارك ومايكل هوارد.
في سن السادسة والثلاثين، كُلِّف هيغ بإعادة هيكلة حزب المحافظين (مباشرة بعد أسوأ نتيجة لهم في الانتخابات العامة في القرن العشرين) من خلال بناء صورة أكثر حداثة. أُنفق 250 ألف جنيه إسترليني على حملة «الإصغاء إلى بريطانيا» في محاولة لإعادة اتصال المحافظين بالعامة بعد خسارة السلطة؛ رحّب هيغ بالأفكار عن «المحافظة الرحيمة»، من ضمنها أفكار حاكم تكساس آنذاك، الرئيس جورج دبليو بوش لاحقًا.
عندما زار هيغ متنزهًا مع رئيس أركانه وعضو البرلمان المحلي السابق، سيباستيان (اللورد الآن) كو، ركب قارب التزحلق المائي مرتديًا قبعة بيسبول مزخرفة باسمه «HAGUE»؛ وصف سيسيل باركنسون النشاط بأنه «صبيانيّ».
قاد هيغ حزب المحافظين إلى نتيجة ناجحة في الانتخابات البرلمانية الأوروبية في يونيو 1999، إذ فاز المحافظون بستة وثلاثين مقعدًا مقابل تسعة وعشرين مقعدًا لحزب العمال. اعتقد هيغ أن معارضته للعملة الأوروبية الموحدة (اليورو) سيدعمها لاحقًا رئيس الوزراء من حزب العمال غوردون براون بموافقته على هذه السياسة.
أثّر تعيين مايكل بورتيو مستشارًا لخزانة الظل في عام 2000 تأثيرًا سلبيًا في سلطة هيغ. توقّع كثيرون على نطاق واسع أن يكون بورتيو زعيم حزب المحافظين القادم قبل أن يخسر مقعده خسارة صادمة في الانتخابات العامة لعام 1997؛ وانتُخب عضوًا في البرلمان عن دائرة كنسينغتون وتشيلسي في الانتخابات التكميلية بعد ذلك بعامين. بعد فترة وجيزة من عودة بورتيو إلى البرلمان، عُكست سياسة المحافظين بشأن اثنتين من السياسات الرئيسية المتعلقة بالعمال، هما: الحد الأدنى للأجور واستقلالية بنك إنجلترا. منذ ذلك الحين وحتى الانتخابات العامة لعام 2001، خاض أنصار هيغ معركة مريرة مع فصيل بورتيو؛ وساهمت هذه الحرب الضروس بشكل كبير في هزيمتي المحافظين اللاحقتين في الانتخابات.
تعرّض هيغ للسخرية على نطاق واسع لادعائه أنه اعتاد شرب «14 كأسًا من الجعة يوميًا» عندما كان مراهقًا. شوِّهت سمعته أكثر عندما وجد استطلاع لصحيفة الديلي تلغراف في عام 2001 أن 66% من الناخبين اعتبروه «أحمق بعض الشيء»، وأن 70% من الناخبين اعتقدوا بأنه «سيتفوّه بأي شيء للفوز بالأصوات». 

## المناصب التي شغلها سابقاً
- عمل كسكرتير برلماني خاص لنورمان لامونت وزير الخزانة بين عامي 1990 و1993.
- شغل مهام وكيل وزارة برلماني مشترك في وزارة الضمان الاجتماعي بين عامي 1993 و1994.
- كان وزيرا للدولة لشؤون الضمان الاجتماعي والمعاقين بين عامي 1994 و1995.
- منذ شهر يوليو/تموز عام 1995 وحتى مايو/أيار عام 1997 تولى الحقيبة الوزارية لشؤون ويلز.
- في شهر يونيو/حزيران عام 1997 أصبح زعيماً لحزب المحافظين حتى شهر سبتمبر/أيلول من العام 2001.
- عمل كوزير الخارجية بحكومة الظل من ديسمبر/كانون الأول 2005 حتى تاريخ تعيينه وزيراً للخارجية في حكومة ديفيد كاميرون في شهر مايو/أيار 2010.

## روابط خارجية
- ويليام هيغ على موقع IMDb (الإنجليزية)
- ويليام هيغ على موقع الموسوعة البريطانية (الإنجليزية)
- ويليام هيغ على موقع مونزينجر (الألمانية)
- ويليام هيغ على موقع ميوزك برينز (الإنجليزية)
- ويليام هيغ على موقع إن إن دي بي (الإنجليزية)
- ويليام هيغ على موقع قاعدة بيانات الفيلم (الإنجليزية)